# Schranz Lajos
Schranz Lajos (Zirc, 1943. június 11. –) magyar festőművész.

## Életpályája
Általános iskoláit Pilisvörösvárott végezte, rajzolni is ott kezdett Zimányi Ernő iparművész irányítása mellett. Eredetileg műszaki végzettséget szerzett, amiből kifolyólag rengeteget kellett rajzolnia, így ez aztán később az alkotó tevékenységévé is vált. Több országban is végzett művészeti tanulmányokat, így Ausztriában, Németországban és Hollandiában; 1990 óta főhivatású festő, azóta rendszeresen állít ki idehaza és külföldön, általában feleségével, Orsovai Valériával közösen. Első kiállítása 1991-ben volt a Budai Várban.
A természetelvű festészetet kedveli leginkább, műveinek túlnyomó része tájkép – nemegyszer állatokkal – vagy városrészeket ábrázoló festmény. Alkotásait olajfestékkel készíti falemezre, szívesen alkot egyéni megrendelésre is. 1975 óta tagja a Művészetbarátok Egyesületének, továbbá tagja több budapesti, illetve vidéki galériának is.

## Fontosabb külföldi kiállításai
- 1990.: Ulvenhout (Hollandia)
- 1993.: Gröbenzell (Németország)
- 1994.: Clusone (Olaszország)

## Magánélete
Tizenévesen villanyszerelői képesítést szerzett, első munkahelye a budapesti hajógyár volt, ahol a szakmájában dolgozott 1960 és 1962 között. Ezután 1965-ig az MMG karbantartója volt, majd 1966-tól egy termelőszövetkezet, 1980 után pedig egy gmk. villanyszerelője lett, ahol többek között ipari előkészítő munkákkal foglalkozott. 1972 óta fest rendszeresen, 1989 óta csak festéssel foglalkozik. Feleségével Pesthidegkúton él.